# بين كاهون
بين كاهون هو لاعب كرة قدم كندية كندي، ولد في 16 يوليو 1972 في أوغدن في الولايات المتحدة.